# Масаловка (Ростовская область)
Масало́вка — хутор в Каменском районе Ростовской области.
Входит в состав Астаховского сельского поселения.

## География
Расположен на левом берегу реки Глубокой. Граничит с микрорайоном Заводской города Каменск-Шахтинский.

## История
Хутор населён в 1763 году потомками казака Богдана Масалова, появившегося на Северском Донце в 1646 году. Со второй половины XIX века хутор Масалов имел две части. Атаманами были урядники З. Тетеревятников и И. Ерохин. Впоследствии северо-восточная часть хутора вошла в состав посёлка Заводской (ныне микрорайона города Каменск-Шахтинский).

## Население
| 2010 |
| ---- |
| 1788 |

## Улицы
| - пер. Ватутина, - ул. Ворошилова, - ул. Гагарина, - ул. Герцена, - ул. Гоголя, - пер. Демьяна Бедного, | - ул. Дружбы, - ул. Кирова, - ул. Кооперативная, - пер. Маяковского, - ул. Московская, - ул. Набережная, | - пер. Пархоменко, - ул. Пушкина, - ул. Репина, - ул. Советская, - ул. Степная, - ул. Фрунзе, |